# 나기빈 단편집
《나기빈 단편집》(러시아어: Рассказы Ю. Нагибина)은 러시아 작가 유리 나기빈의 단편집으로 ＜메아리＞(1960), ＜백발 급구＞(1968), ＜타인의 심장＞(1968), ＜성공의 절정＞(1970)을 싣고있다. 한국에서 편집된 선집이다.

## 메아리
＜메아리＞는 자전적 주인공이 ‘세료자’가 등장하는 ‘자전적 서클’에 포함되는 소설이다. 어린 시절 휴양지에서 만난 소녀와의 짧고도 인상 깊은 에피소드를 담고 있다. 시네고리야의 해변에서 돌을 수집하던 외톨이 주인공 세료자는 알몸으로 수영을 하고 있던 부끄러움을 모르는 소녀 비카와 만나게 된다. 작품의 반전은 맨 마지막에 일어난다. 단편의 마지막 문장은 독자들에게 많은 상념을 불러일으키며 예기치 못한 작품 전개의 굴곡을 만들어내고 있다.

## 백발 급구
＜백발 급구＞는 모스크바와 페테르부르크의 건축물들에 대한 작가의 폭넓은 이해를 엿볼 수 있는 작품이다. 건축물 사진첩들을 뒤적이며 소일하는 것을 위로 삼아 부정한 아내와의 원만치 못한 결혼 생활을 견뎌가고 있는 주인공 구신은 페테르부르크 출장 중에 렌필름 영화사 앞에서 이류 배우 나타샤와 만나게 된다. 사출 전문가라는 특이한 직업과는 어울리지 않게 페테르부르크의 유명 건축물들을 건설한 예술가들에 대한 이해와 삶의 깊이를 가진 구신의 매력에 빠져든 나타샤는 구신과 보낸 이틀을 잊지 못하게 된다. 모스크바로 돌아온 구신도 나타샤와의 사랑을 통해 삶의 의미를 다시 찾게 되고 모스크바의 생활을 정리하고 페테르부르크의 나타샤에게로 되돌아가게 되면서 작품은 끝을 맺는다.

## 성공의 절정
＜성공의 절정＞은 ‘현대적 이야기’라는 부제가 붙어 있다. 암 치료를 위한 획기적 치료제를 개발하면서 세계적 명성을 얻은 의학자 가이는 성공의 절정에서 아내 레나의 가출로 괴로워하면서 자신의 삶을 돌아보게 된다. 결국 아내의 사랑이 자신의 삶에 어떤 비중을 차지했던가를 실감하게 되고 그 상실을 이겨내지 못한 채 스스로 목숨을 끊는다.

## 타인의 심장
＜타인의 심장＞은 인간 존재의 정체성을 다룬 작품이다. 타인의 심장을 이식받은 주인공 코스트로프는 퇴원 후 자신의 행동 방식에 의문을 갖는 어머니와 아내에게 낯섦을 느끼며 스스로에게도 전혀 생소한 체험들을 하게 된다. 결국 자신의 정체성에 의문을 갖게 되지만 어머니와 아내에게 성실한 삶을 살아가다가 어느 지하철에서 자신의 심장이 본능적으로 알아본, 자신에게 심장을 이식해 준 아이의 엄마 앞에서 쓰러지게 된다. 아이의 엄마도 낯선 청년의 모습 속에서 교통사고로 숨진 자신의 아들 모습을 보고 그에게로 발길을 돌리는 환상적 결말로 끝이 난다.

## 서지 정보
- 김은희 역, 2009년, 지식을만드는지식[깨진 링크(과거 내용 찾기)] ISBN 978-89-6406-210-4